# 전국 아이돌 사돈의 팔촌 노래자랑
《전국 아이돌 사돈의 팔촌 노래자랑》은 아이돌 전국 노래자랑의 업그레이드 버전으로 아이돌들이 가족, 친척, 친구, 지인 등과 함께 출연해 무대를 꾸미는 프로그램으로 2016 설 특집 프로그램으로 진행된다.